# Abraxas adelphica
Abraxas adelphica là một loài bướm đêm trong họ Geometridae.